# Nymf (Carptree)
Nymf is het vijfde studioalbum van de Zweedse muziekgroep Carptree. Het album is voor het grootste gedeelte opgenomen in de privéstudio Fosfor van de band. Drums moesten ergens anders opgenomen worden. De band bestond ten tijde van dit album uit twee vaste leden, de andere musici vielen onder het No Future Orchestra. Die laatste aanduiding is ook de richting van de stemming van dit album. Het album is een conceptalbum over het vluchtige en soms zinloze/zinloos lijkende leven, terwijl er toch ook nog wel zaken zijn waarvan genoten kan worden (The water). De muziek is af en toe behoorlijk stevig, maar lijkt hier en daar op een kruising tussen Genesis en Kayak.
In Dragonfly haalt de band de voorouders van de mens onderuit. Walvissen schrokken tonnen aan klein voedsel op, dolfijnen moorden en verkrachten en chimpansees vermoorden leden van andere groepen en bedrijven incest. Neem dan de libel, die zich ver van de mensheid houdt, maar soms gevangen wordt in een klamboe van waaruit geen ontsnappen is, en anderzijds rust vindt in water (The water calms me down). 

## Musici
- Niclas Flinck – zang
- Carl Westholm – toetsinstrumenten

met het No Future Orchestra:
- Ulf Edelönn – gitaar
- Stefan Fandén – basgitaar, bouzouki
- Cia Backman, Ölvin Tronstad - achtergrondzang
- Jejo Perkovic – slagwerk

## Muziek
Alle van Flinck en Westholm

| Nr. | Titel                       | Duur |
| --- | --------------------------- | ---- |
| 1.  | Kicking and collecting      | 7:05 |
| 2.  | Land of plenty              | 7:34 |
| 3.  | The weight of the knowledge | 6:51 |
| 4.  | Dragonfly                   | 8:20 |
| 5.  | Between extremes (prelude)  | 2:12 |
| 6.  | Sunrays                     | 6:35 |
| 7.  | The water                   | 5:46 |